# Петър Алексиев
Вижте пояснителната страница за други личности с името Петър Алексиев.
Петър Тодоров Алексиев е български опълченец и революционер през периода на османското владичество.

## Биография
Петър Алексиев е роден на 23 януари 1848 г. в гр. Болград, Бесарабия. Внук и син е на преселници от ямболското село Бояджик и Източна Тракия, избягали оттам през 1830 г. след поредната Руско-турска война. Завършва гимназията в Болград през 1867 г., в която е съученик на генерал Данаил Николаев. Постъпва в Одеското пехотно училище, което завършва през 1873 г. с чин поручик в Руската императорска армия, след което командва рота в Одеския военен гарнизон. Увлича се по българската националноосвободителна кауза. Чете автори, забранени в Русия, към които го насочва собственият му командир, подполковник Михаил Петряев. Въпреки това е повишен в щабскапитан през 1874 г. През 1877 г., когато Русия обявява война на Османската империя, Петър Алексиев подава молба до командира на Одеския гарнизон да бъде прехвърлен в Българското опълчение. Излизайки в отпуск, запазва службата си в руската армия и става опълченец в Руско-турската освободителна война. През войната преселва заедно с руската армия семейството си в Северна Добруджа. Участва в сражението при Шипка и е удостоен от император Александър II с Георгиевски кръст за храброст, изгубвайки в сражението цялото си чене.
През 1879 г. се завръща от отпуск отново в Руската армия, но получава още 2 години отпуск по болест заради ченето си. След освобождението живее за известен период в поробената от Румъния Северна Добруджа в с. Алибекьой, но е прогонен от румънските власти за подписана от него и 10 български първенци петиция до румънското правителство Северна Добруджа да бъде върната на България. След изгонването му от Румъния живее за няколко години във Варна, като преселва там и съпругата си и двамата си сина. По време на режима на пълномощията 1881 – 1882 г. подкрепя руските генерали министър-председатели на България – Леонид Соболев, с когото лично се познават от Русия, и Александър Каулбарс.
Когато 1886 г. е извършен военния преврат, свалил от власт княз Александър Батемберг, Петър Алексиев подкрепя преврата (близък е с капитан Анастас Бендерев, с когото са в постоянна връзка) и все още в състава на руската армия е назначен от детронаторите за управляващ тяхната временна власт във Варна. След контрапреврата на Стефан Стамболов и подполковник Сава Муткуров във Варна противниковите на Алексиев сили взимат връх и в града влизат български княжевски войски. За да се спаси в последния момент, облечен вече във военната си униформа на офицер от руската армия, Петър Алексиев тайно се измъква от Варна, оставяйки съпругата си и синовете си там, и се качва на руски боен кораб, акостирал предния ден, за да защити проруското управление на детронаторите на княз Александър. С него заминава за Одеса, където отново постъпва в руската армия и след 6 месеца е изпратен да учи в Николаевска артилерийска академия в Петербург.
Завършва академията с чин майор през 1892 г. и е изпратен да служи в гр. Казан, където командва артилерийска бригада. През 1900 г. е назначен за командир на батальон в 5 сибирски корпус. Участва в избухналата и водена през 1904 – 1905 г. Руско-японска война, където за проявление на храброст на Мукденското направление е повишен в чин подполковник и смъртта на зам.-командващия корпуса го издига през октомври 1904 г. до зам.-командир на 5 ти сибирски корпус на Руската армия. Макар и в напреднала възраст, след войната продължава да е зам.-командир на корпуса и през Първа световна война, когато е изпратен да води настъпление срещу германците в западните части на Руската империя. През 1916 г. корпусът е прехвърлен в Смоленск, където го заварва Октомврийска революция, която той подкрепя. За награда съветската власт го произвежда в полковник и след като е военен инструктор, той постъпва в Червената армия година по-късно. Участва в боевете с белогвардейците в Смоленск, където му излиза прозвището „Стареца“.
Умира на 31 декември 1922 г. от инфаркт по време на изпълнение на бойна задача в гр. Смоленск, където е погребан на местното гробище, но през 1946 г. тялото му е пренесено в България.

## Списък с ордените и медалите, с които е награден Петър Алексиев
Руска империя:
- орден „Свети Георги“ (Георгиевски кръст за храброст) – 1878 г.
- орден „Свети Георги“ (Георгиевски кръст за храброст) – 1895 г.
- орден „Свети Георги“ (Георгиевски кръст за храброст) – 1905 г.
- орден „Свети Владимир“ – 1905 г.
- орден „Света Ана“ 1916 г.
- орден „Свети Станислав“ -1910 г.
- медал „В памет на Руско-турската война 1877 – 1878 г.“ – 1878 г.
- – медал „За спасение“ – 1879 г.
- – медал „1 март 1881 г.“ – 1881 г.
- – медал „В памет на освещаването на Храмът на Христос Спасителя“-1883 г.
- – медал "В памет за коронацията на император Александър III -1883 г.
- – медал „В памет на коронацията на император Николай II“ -1896 г.
- – медал „За походите в средна Азия 1895 г.“ -1896 г.
- – медал „За походът в Китай“ – 1901 г.
- – медал „В памет на 100 години Министерство на външните работи на Руската империя“ -1903 г.
- – медал „В памет на 50 години от защитата на Севастопол“ 1904 г.
- – медал „В памет на Руско-японската война 1904 – 1905 г.“ – 1906 г.
- – медал „В памет на 25 г. от създаването на Църковно-финансовото училище“ – 1909 г.
- медал „200 години от Полтавската битка“ – 1909 г.
- – медал „За специални воински заслуги“ – 1910 г.
- – „В памет на 100 години от Отечествената война на Русия 1812 г.“ – 1912 г.
- – медал „В памет на 300 години от царуването на династията Романови“ – 1913 г.
- – медал „Георгиевски медал За храброст“ -1913 г.
- – медал „За труд по отличното изпълнение на мобилизацията 1914 г.“ -1915 г.
- Руска съветска федеративна социалистическа република:
- – орден "Червено знаме – 1919 г.

 Княжество България:
- орден „За храброст“ – 1886 г.
- медал „За освобождението“ -1880 г.

 Обединено княжество Влашко и Молдова (кралство Румъния):
- – кръст „За преминаване на Дунав“ -1877 г.

## В негова памет
В град Добрич (България) днес има улица на негово име.